# Commelina avenifolia
Commelina avenifolia là một loài thực vật có hoa trong họ Commelinaceae. Loài này được J.Graham mô tả khoa học đầu tiên năm 1839.